# Melogold
Melogold (Citrus grandis Osbeck × Citrus Paradisi Macf.) là kết quả của một phép lai Chi Cam chanh tương tự như oroblanco; cả hai đều là kết quả của sự giao thoa giữa bưởi và bưởi chùm và là một loại trái cây tương tự như một quả bưởi ngọt.

## Động lực
Mục đích là để có được một cây giống như quả bưởi có vị ít đắng hoặc có tính axit nhiều hơn quả bưởi chùm thông thường, thay vào đó đạt được vị ngọt tương tự như quả bưởi. Nó phải nhỏ hơn quả bưởi, và thơm hơn, với các đặc điểm liên quan đến bưởi chùm. Các nhà lai tạo đã cố ý sử dụng một quả bưởi tứ bội và một quả bưởi lưỡng bội, với thế hệ tam bội và không hạt.

## Đặc điểm

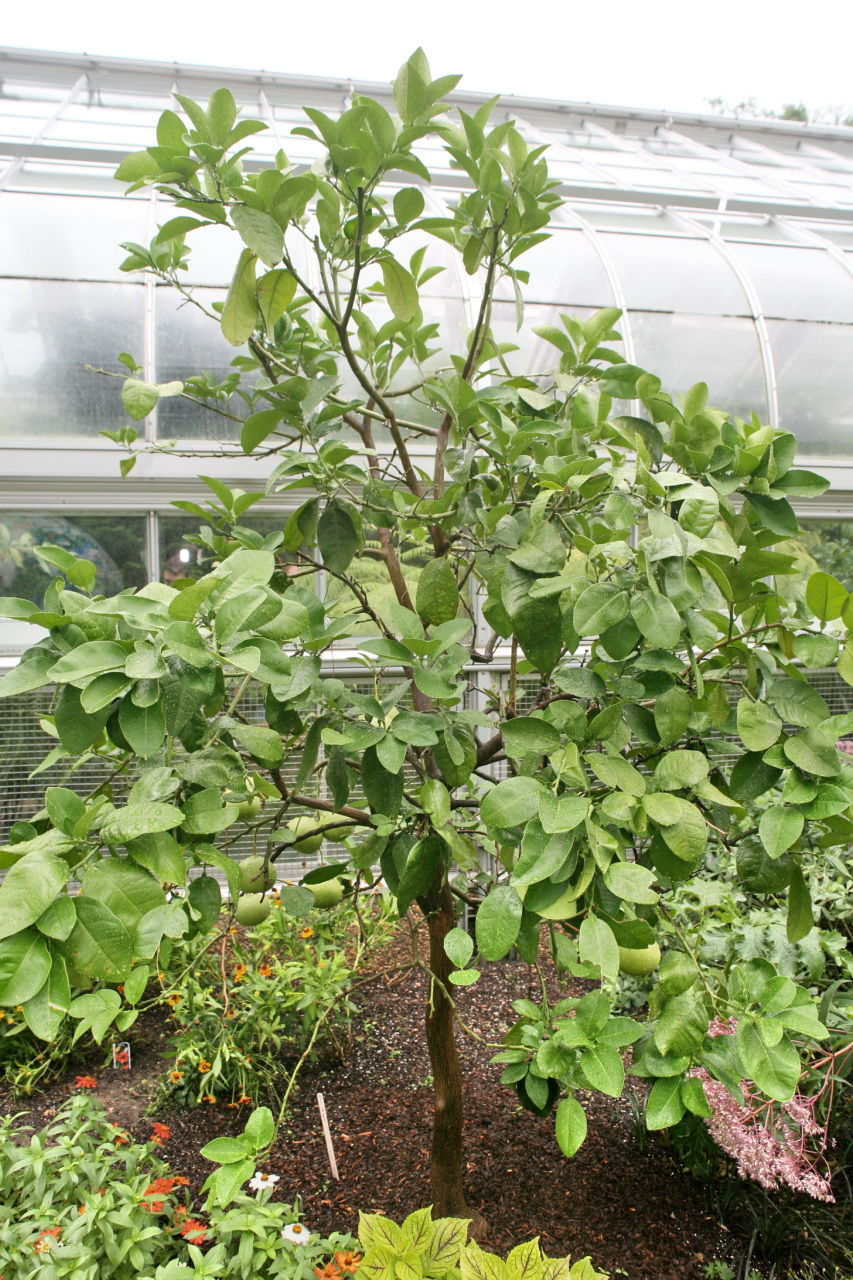
Một cây bưởi Melogold

Tương tự như oroblanco, Melogold có thể được ăn bằng thìa Bưởi, hoặc gọt vỏ như một quả cam. Chúng chín khi màu sắc vẫn còn xanh.
Melogold từng được cho là được ưa chuộng như một loại cây trồng hơn oroblanco, vì melogold có lớp da mỏng hơn, được người tiêu dùng ưa thích. Tuy nhiên Oroblanco vẫn đặc biệt hơn trong hương vị.
Màu vỏ bên ngoài chậm phát triển hơn so với ở bưởi Marsh, nhưng vào cuối mùa là tương đương. Kết cấu vỏ bên ngoài là mịn và hơi sần. Độ dày vỏ trung bình lớn hơn Marsh một chút, nhưng tỷ lệ đường kính quả bằng Marsh và mỏng hơn Oroblanco; màu sắc bên trong và kết cấu giống như Oroblanco. Như với Oroblanco, lõi trung tâm rỗng lớn hơn Marsh khi trưởng thành. Thịt mềm và ngon ngọt, tách biệt tốt với màng phân múi. Phần trăm nước ép được chiết xuất ngang với Marsh và cao hơn một chút so với Oroblanco.

## Lịch sử
Năm 1958, CRC 2240 (bưởi) Robert K. Soost và James W. Cameron đã lai với một quả bưởi hạt, màu trắng, hạt. Hai trên ba trong số chúng có đặc điểm đặc biệt thuận lợi. Một được phát hành vào năm 1980 với tên 'Oroblanco'. Thứ hai được phát hành dưới tên Melogold. Oroblanco giống với bưởi chùm hơn, trong khi Melogold giống với bưởi hơn.
Melogold nặng hơn hơn nhiều so với bưởi Marsh và Oroblanco ở tất cả các địa điểm thử nghiệm. Trọng lượng tại Riverside từ năm 1967 đến 1975 trung bình là 470 gram cho Melogold, 360 gram cho Oroblanco và 280 gram cho Marsh.